# Colli Berici
Le Colli Berici est un vin italien de la région Vénétie doté d'une appellation DOC depuis le 20 septembre 1973. Seuls ont droit à la DOC les vins récoltés à l'intérieur de l'aire de production définie par le décret.

## Aire de l'appellation
Les vignobles autorisés se situent en province de Vicence dans les communes Albettone, Alonte, Arcugnano, Barbarano Vicentino, Brendola, Castegnero, Grancona, Mossano, Nanto, Orgiano, San Germano dei Berici, Sovizzo, Villaga, Zovencedo ainsi qu'en partie les communes Asigliano Veneto, Campiglia dei Berici, Creazzo, Longare, Lonigo, Montebello Vicentino, Montecchio Maggiore, Montegalda, Montegaldella, Monteviale, Sarego, Sossano et Vicenza. Les vignobles se situent sur les pentes des collines Colli Berici  au sud de Vicenza.
Le vignoble est connu pour ses rouges d'assemblages de cépages bordelais (Cabernet-Merlot), une variante régionale du Grenache du nom de Tai Rosso et surtout pour les vins blancs à partir du cépage Garganega. A noter également la présence ancienne (plus de 100 ans) du Carménère, un cépage jadis très présent à Bordeaux et que l'on trouve surtout aujourd'hui au Chili.

## Cépages
Les cépages les plus importants sont :
- Garganega
- Merlot
- Tocai rosso
- Cabernet franc / Cabernet-sauvignon
- Pinot Bianco et Chardonnay
- Tocai friulano
- Sauvignon blanc

## Vins, appellations
Sous l’appellation, les vins suivants sont autorisés :
- Colli Berici Cabernet
- Colli Berici Cabernet riserva
- Colli Berici Chardonnay
- Colli Berici Garganega
- Colli Berici Merlot
- Colli Berici Pinot bianco
- Colli Berici Sauvignon
- Colli Berici Tocai italico
- Colli Berici Tocai rosso
- Colli Berici spumante
- Colli Berici Tai Rosso
- Colli Berici Carménère